# Distrikt Barranquita
Der Distrikt Barranquita liegt in der Provinz Lamas in der Region San Martín im zentralen Norden von Peru. Der Distrikt wurde am 9. Februar 1962 gegründet. Er besitzt eine Fläche von 1013 km². Beim Zensus 2017 wurden 6958 Einwohner gezählt. Im Jahr 1993 lag die Einwohnerzahl bei 5352, im Jahr 2007 bei 5285. Sitz der Distriktverwaltung ist die 160 m hoch gelegene Kleinstadt Barranquita mit 2205 Einwohnern (Stand 2017). Barranquita befindet sich 57 km ostnordöstlich der Provinzhauptstadt Lamas.

## Geographische Lage
Der Distrikt Barranquita liegt am Westrand des Amazonasbeckens und erstreckt sich über die vorandine Übergangszone im Osten der Provinz Lamas. Im Süden und im Südwesten wird der Distrikt von einem bis zu 1800 m hohen Gebirgskamm begrenzt. Der Río Cainarache sowie dessen rechter Nebenfluss Río Yanayacu entwässern das Areal nach Nordosten zum Río Huallaga. Im äußersten Südosten reicht der Distrikt bis auf wenige Hundert Meter an den Río Huallaga heran, im Nordosten direkt bis zur Mündung des Río Cainarache in den Río Huallaga. Das Distriktgebiet umfasst den Südostteil des regionalen Schutzgebietes Cordillera Escalera.
Der Distrikt Barranquita grenzt im Süden und im Südwesten an die Distrikte Chazuta und La Banda de Shilcayo (beide in der Provinz San Martín), im Westen an den Distrikt Caynarachi, im Norden an die Distrikte Yurimaguas und Teniente César López Rojas (beide in der Provinz Alto Amazonas) sowie im Osten und im Südosten an die Distrikte El Porvenir, Papaplaya und Chipurana (alle drei in der Provinz San Martín).

## Ortschaften
Im Distrikt gibt es neben dem Hauptort folgende größere Ortschaften:
- El Piñal (229 Einwohner)
- Sanango (242 Einwohner)
- Santiago de Borja (1166 Einwohner)